# Tour de France 1921
15. Tour de France rozpoczął się 26 czerwca, a zakończył 24 lipca 1921 roku w Paryżu. Zwyciężył Belg Léon Scieur.

## Etapy
| Etap | Data       | Trasa                         | Dystans | Zwycięzca         | Lider wyścigu |
| ---- | ---------- | ----------------------------- | ------- | ----------------- | ------------- |
| 1    | 26 czerwca | Paryż – Hawr                  | 388 km  | Louis Mottiat     | Louis Mottiat |
| 2    | 28 czerwca | Hawr – Cherbourg              | 364 km  | Romain Bellenger  | Léon Scieur   |
| 3    | 30 czerwca | Cherbourg – Brest             | 405 km  | Léon Scieur       | Léon Scieur   |
| 4    | 2 lipca    | Brest – Les Sables-d’Olonne   | 412 km  | Louis Mottiat     | Léon Scieur   |
| 5    | 4 lipca    | Les Sables-d’Olonne – Bajonna | 482 km  | Louis Mottiat     | Léon Scieur   |
| 6    | 6 lipca    | Bajonna – Luchon              | 326 km  | Hector Heusghem   | Léon Scieur   |
| 7    | 8 lipca    | Luchon – Perpignan            | 323 km  | Louis Mottiat     | Léon Scieur   |
| 8    | 10 lipca   | Perpignan – Tulon             | 411 km  | Luigi Lucotti     | Léon Scieur   |
| 9    | 12 lipca   | Tulon – Nicea                 | 272 km  | Firmin Lambot     | Léon Scieur   |
| 10   | 14 lipca   | Nicea – Grenoble              | 333 km  | Léon Scieur       | Léon Scieur   |
| 11   | 16 lipca   | Grenoble – Genewa             | 325 km  | Félix Goethals    | Léon Scieur   |
| 12   | 18 lipca   | Genewa – Strasburg            | 371 km  | Honoré Barthélémy | Léon Scieur   |
| 13   | 20 lipca   | Strasburg – Metz              | 300 km  | Félix Sellier     | Léon Scieur   |
| 14   | 22 lipca   | Metz – Dunkierka              | 433 km  | Félix Goethals    | Léon Scieur   |
| 15   | 24 lipca   | Dunkierka – Paryż             | 340 km  | Félix Goethals    | Léon Scieur   |

## Klasyfikacja końcowa
| Lp  | Zawodnik          | Kraj    | Klasa | Czas         |
| --- | ----------------- | ------- | ----- | ------------ |
| 1.  | Léon Scieur       | Belgia  | 1     | 221h 50' 26" |
| 2.  | Hector Heusghem   | Belgia  | 1     | +18' 36"     |
| 3.  | Honoré Barthélémy | Francja | 1     | +2h 01' 00"  |
| 4.  | Luigi Lucotti     | Włochy  | 1     | +2h 39' 18"  |
| 5.  | Hector Tiberghien | Belgia  | 1     | +4h 33' 19"  |
| 6.  | Victor Lenaers    | Belgia  | 2     | +4h 53' 23"  |
| 7.  | Leon Despontin    | Belgia  | 2     | +5h 01' 54"  |
| 8.  | Camile Leroy      | Belgia  | 2     | +7h 56' 27"  |
| 9.  | Firmin Lambot     | Belgia  | 1     | +8h 26' 25"  |
| 10. | Félix Goethals    | Francja | 1     | +8h 42' 26"  |